# Platensina apicalis
Platensina apicalis är en tvåvingeart som beskrevs av Friedrich Georg Hendel 1915. Platensina apicalis ingår i släktet Platensina och familjen borrflugor.
Artens utbredningsområde är Taiwan. Inga underarter finns listade i Catalogue of Life.